# Litvánia a 2006. évi téli olimpiai játékokon
Litvánia az olaszországi Torinóban megrendezett 2006. évi téli olimpiai játékok egyik részt vevő nemzete volt. Az országot az olimpián 4 sportágban 7 sportoló képviselte, akik érmet nem szereztek.

## Alpesisí
| Versenyző             | Versenyszám      | 1. futam | 1. futam | 2. futam | 2. futam | Összesítés | Összesítés |
| Versenyző             | Versenyszám      | Idő      | Hely.    | Idő      | Hely.    | Idő        | Helyezés   |
| --------------------- | ---------------- | -------- | -------- | -------- | -------- | ---------- | ---------- |
| Vitalijus Rumiancevas | Műlesiklás       | 1:09,19  | 58.      | 1:04,27  | 43.      | 2:13,46    | 44.        |
| Vitalijus Rumiancevas | Óriás-műlesiklás | kizárták | kizárták | kiesett  | kiesett  | kiesett    | kiesett    |

## Biatlon
Férfi
| Versenyző           | Versenyszám  | Lövőhiba | Időeredmény | Helyezés |
| ------------------- | ------------ | -------- | ----------- | -------- |
| Karolis Zlatkauskas | 10 km sprint | 4 (2+2)  | 34:33,8     | 88.      |

Női
| Versenyző           | Versenyszám         | Lövőhiba    | Időeredmény | Helyezés |
| ------------------- | ------------------- | ----------- | ----------- | -------- |
| Diana Rasimovičiūtė | 7,5 km sprint       | 1 (0+1)     | 23:48,1     | 18.      |
| Diana Rasimovičiūtė | 10 km üldözőverseny | 4 (1+1+1+1) | 41:56,3     | 27.      |
| Diana Rasimovičiūtė | 15 km egyéni        | 8 (3+2+1+2) | 1:00:04,4   | 66.      |

## Műkorcsolya
| Versenyző                           | Versenyszám | Kötelező tánc | Kötelező tánc | Eredeti (original) tánc | Eredeti (original) tánc | Kűr   | Kűr   | Összesítés | Összesítés |
| Versenyző                           | Versenyszám | Pont          | Hely.         | Pont                    | Hely.                   | Pont  | Hely. | Pont       | Helyezés   |
| ----------------------------------- | ----------- | ------------- | ------------- | ----------------------- | ----------------------- | ----- | ----- | ---------- | ---------- |
| Margarita Drobiazko Povilas Vanagas | Jégtánc     | 35,23         | 8.            | 52,79                   | 8.                      | 95,19 | 6.    | 183,21     | 7.         |

## Sífutás
Férfi
| Versenyző             | Versenyszám | Selejtező | Selejtező | Negyeddöntő | Negyeddöntő | Elődöntő | Elődöntő | B döntő | B döntő | Döntő         | Döntő         |
| Versenyző             | Versenyszám | Idő       | Hely.     | Idő         | Hely.       | Idő      | Hely.    | Idő     | Hely.   | Idő           | Helyezés      |
| --------------------- | ----------- | --------- | --------- | ----------- | ----------- | -------- | -------- | ------- | ------- | ------------- | ------------- |
| Aleksejus Novoselskis | Sprint      | 2:28,04   | 59.       | kiesett     | kiesett     | kiesett  | kiesett  | kiesett | kiesett | kiesett       | 59.           |
| Aleksejus Novoselskis | 15 km       |           |           |             |             |          |          |         |         | nem ért célba | nem ért célba |
| Aleksejus Novoselskis | 50 km       |           |           |             |             |          |          |         |         | nem ért célba | nem ért célba |

Női
| Versenyző        | Versenyszám | Selejtező | Selejtező | Negyeddöntő | Negyeddöntő | Elődöntő | Elődöntő | B döntő | B döntő | Döntő         | Döntő         |
| Versenyző        | Versenyszám | Idő       | Hely.     | Idő         | Hely.       | Idő      | Hely.    | Idő     | Hely.   | Idő           | Helyezés      |
| ---------------- | ----------- | --------- | --------- | ----------- | ----------- | -------- | -------- | ------- | ------- | ------------- | ------------- |
| Irina Terentjeva | Sprint      | 2:20,08   | 37.       | kiesett     | kiesett     | kiesett  | kiesett  | kiesett | kiesett | kiesett       | 37.           |
| Irina Terentjeva | 15 km       |           |           |             |             |          |          |         |         | 48:33,7       | 53.           |
| Irina Terentjeva | 30 km       |           |           |             |             |          |          |         |         | nem ért célba | nem ért célba |